# Mila Al Zahrani
Mila Al Zahrani (arabisch ميلا الزهراني, DMG Mīlā az-Zahrānī; * 22. April 1988 in Riad) ist eine saudi-arabische Schauspielerin.

## Leben und Karriere
Al Zahrani wurde am 22. April 1988 in Riad geboren. Ihr Debüt gab sie 2019 in dem Film Die perfekte Kandidatin. Im selben Jahr trat sie in einer Folge in Asouf auf. Anschließend spielte sie 2020 in der Fernsehserie Boxing Girls mit. Außerdem wurde sie 2021 für die Serie Funduq Al Aqdar gecastet. Unter anderem bekam Al Zahrani 2023 eine Rolle in dem Film Cello.

## Filmografie
Filme
- 2019: Die perfekte Kandidatin
- 2023: Cello

Serien
- 2019: Asouf
- 2020: Boxing Girls
- 2021: Funduq Al Aqdar
- 2022: Faqad
- 2023: London Class
- 2023: Safar Barlek